# Themira superba
Themira superba – gatunek muchówki z rodziny wońkowatych i podrodziny Sepsinae.
Gatunek ten opisany został w 1833 roku przez Alexandra Henry’ego Halidaya jako Sepsis superba.
Muchówka o ciele długości około 2,5 mm. Głowę jej cechuje obecność szczecinek zaciemieniowych. Tułów charakteryzuje obecność szczecinek barkowych, bardzo słabo rozwinięta przednia para szczecinek przedskrzydłowych oraz głównie nagie, błyszcząco czarne sternopleury. Środkowa para odnóży u samca ma kępkę długich włosków na tylno-spodniej stronie uda.
Owad znany z Irlandii, Wielkiej Brytanii, Francji, Belgii, Holandii, Niemiec, Danii, Szwecji, Norwegii, Finlandii, Włoch, Polski, Czech, Węgier, Ukrainy, Rumunii, europejskiej części Rosji i wschodniej Palearktyki.